# Зиглинг, Ганс
Ганс Зи́глинг (нем. Hans Siegling; 24 февраля 1912, Графенвёр — после 1975) — немецкий военный деятель, оберштурмбаннфюрер СС, командир дивизий в годы Второй мировой войны.

## Биография
Родился в семье школьного руководителя Вильгельма Зиглинга, умершего в 1934 году и его жены Еммы, умершей в 1965 году. В 1940 году женился.
Член НСДАП-№ 3 279 337 (1 марта 1930) и СС-№ 450 683 (с 1940). Член СА (до 30 сентября 1930). В июле 1932 года вступил в шупо. Капитан шупо.
Во время войны служил в 7-м пехотном полку. В сентябре-ноябре 1941 года участвовал в антипартизанских операциях в Греции.
С 10 ноября 1941 года на оккупированной территории СССР, в рядах 57-го шутцтманншафтбатальона, антипартизанские операции «Блиц», «Котбус», «Херманн», «Отто».
С 25 ноября 1942 года — гауптштурмфюрер СС, с 20 апреля 1944 года штурмбаннфюрер СС, с 14 августа 1944 года — оберштурмбаннфюрер СС и подполковник шупо. С июля 1944 года командовал полицейской бригадой, переведённой 1 августа 1944 года в Войска СС.
С 18 августа 1944 года по 31 декабря 1944 года командир 30-й гренадерской дивизии СС, затем (с 10 февраля по апрель 1945) командовал 30-й дивизией СС «Weissruthenische» или 1-я Белорусская.
После войны жил в Нёрдлинген-Кляйнердлинген, Бавария.

## Награды
- Медаль «В память 1 октября 1938 г.»
- Крест «За военные заслуги» 2-го класса с мечами (15 июня 1942)
- Медаль «За зимнюю кампанию на Востоке 1941/42» «Восточная медаль» (15 августа 1942)
- Железный крест 2-го класса (6 января 1943)
- Крест «За военные заслуги» 1-го класса с мечами (20 апреля 1943)
- Пехотный штурмовой знак в серебре (21 июня 1943)
- Железный крест 1-го класса (15 июля 1943)
- Знак за ранение (10 января 1944)
- Немецкий крест в золоте (11 апреля 1944)
- Знак за мужество востслужащих в бронзе, в серебре и в золоте.